# جيم موني (سياسي)
جيم موني (بالإنجليزية: Jim Mooney)‏ هو سياسي أسترالي، ولد في 5 مايو 1923، وتوفي في 3 يناير 2007. انتخب عضو مجلس نواب تسمانيا.